# 1991 au cinéma
| Années du cinéma : 1988 - 1989 - 1990 - 1991 - 1992 - 1993 - 1994    |
| Décennies du cinéma : 1960 - 1970 - 1980 - 1990 - 2000 - 2010 - 2020 |

Cet article présente les faits marquants de l'année 1991 au cinéma.

## Événements
- Cyrano de Bergerac de Jean-Paul Rappeneau remporte 10 Césars.
- Le Silence des agneaux de Jonathan Demme remporte les 5 oscars majeurs.

## Festivals
- Mars : 1er Festival du cinéma africain de Milan : Idrissa Ouedraogo, (Burkina Faso) remporte le Prix du meilleur long métrage avec « Tilaï »

- 9-20 mai : Festival de Cannes 1991. Barton Fink de Joel et Ethan Coen remporte la Palme d'or au Festival de Cannes.

- 12e édition du Festival panafricain du cinéma et de la télévision de Ouagadougou (Fespaco). Tilaï, d'Idrissa Ouedraogo (Burkina Faso) obtient le grand prix (Étalon de Yennenga).

## Principales sorties en salles en France
- Delicatessen de Marc Caro et Jean-Pierre Jeunet 17 avril
- La Reine blanche, de Jean-Loup Hubert 8 mai
- La Belle Noiseuse, de Jacques Rivette 4 septembre
- À propos d'Henry, de Mike Nichols 23 octobre
- Van Gogh de Maurice Pialat 30 octobre
- Tous les matins du monde d'Alain Corneau 18 décembre

## Principaux films de l'année
- L'Arme secrète, film d'Aaron Norris, avec Chuck Norris
- Double Impact, film de Sheldon Lettich, avec Jean-Claude Van Damme.
- L'embrouille est dans le sac, film de John Landis avec Sylvester Stallone
- La Gamine, film de Hervé Palud, avec Johnny Hallyday
- Le Silence des agneaux : film américain de Jonathan Demme, avec Jodie Foster et Anthony Hopkins.
- Épouses et concubines : film chinois de Zhang Yimou
- La Famille Addams : comédie américaine de Barry Sonnenfeld avec Anjelica Huston, Raúl Juliá, Christopher Lloyd, Christina Ricci, Jimmy Workman.
- Jungle Fever, film de Spike Lee avec Wesley Snipes
- New Jack City, film de Mario Van Peebles toujours avec Wesley Snipes
- Le Petit Homme : comédie dramatique américaine de et avec Jodie Foster, Dianne Wiest, Adam Hann-Byrd, Harry Connick Jr.
- Ta Dona (Au feu !) : premier long-métrage d'Adama Drabo (Mali)
- Terminator 2 : le jugement dernier, film de James Cameron avec Arnold Schwarzenegger.

## Récompenses

### Oscars
- Meilleur film et Meilleur réalisateur : Le Silence des agneaux (The Silence of the Lambs) de Jonathan Demme
- Meilleure actrice : Jodie Foster, Le Silence des agneaux
- Meilleur acteur : Anthony Hopkins, Le Silence des agneaux
- Meilleur second rôle féminin : Mercedes Ruehl, Le Roi Pêcheur (The Fisher King)
- Meilleur second rôle masculin : Jack Palance, La Vie, l'Amour, les Vaches (City Slickers)
- Meilleur film étranger : Mediterraneo (Italie), Gabriele Salvatores

### Césars
- Meilleur film : Cyrano de Bergerac de Jean-Paul Rappeneau obtient 10 Césars avec Meilleur réalisateur, Meilleur acteur : Gérard Depardieu, Meilleur second rôle masculin : Jacques Weber, photo, son, décors, costumes, montage, musique.
- Meilleure actrice : Anne Parillaud dans Nikita
- Meilleur second rôle féminin : Dominique Blanc dans Milou en mai
- Meilleur film étranger : Le Cercle des poètes disparus de Peter Weir

### Autres récompenses
- Prix Romy-Schneider : Anne Brochet
- Prix Jean-Vigo : Le Brasier, d'Éric Barbier

## Box-Office

### France
| Class.                    | Titre                              | Pays                  | Réalisateur    | Box-Office France |
| ------------------------- | ---------------------------------- | --------------------- | -------------- | ----------------- |
| 1.                        | Danse avec les loups               | États-Unis d'Amérique | Kevin Costner  | 7 279 765 entrées |
| 2.                        | Terminator 2 : le Jugement dernier | États-Unis d'Amérique | James Cameron  | 6 118 250 entrées |
| 3.                        | Robin des Bois, prince des voleurs | États-Unis d'Amérique | Kevin Reynolds | 4 938 602 entrées |
| 4.                        | Croc-Blanc                         | États-Unis d'Amérique | Randal Kleiser | 3 501 373 entrées |
| 5.                        | Le Silence des agneaux             | États-Unis d'Amérique | Jonathan Demme | 3 110 147 entrées |
| Source :cbo-boxoffice.com |                                    |                       |                |                   |

### États-Unis
1. Terminator 2 : le Jugement dernier (Terminator 2 : Judgment Day) : 204.843.345 $
2. Robin des Bois, prince des voleurs (Robin Hood : Prince of Thieves) : 165.493.908 $
3. La Belle et la Bête (Beauty and the Beast) : 145.863.363 $

## Naissances
- 28 janvier : Calum Worthy, acteur canadien.
- 7 juin : Emily Ratajkowski, actrice américaine.
- 19 septembre : Sem Veeger, actrice néerlandaise.

## Principaux décès

### Premier trimestre
- 2 mars : Serge Gainsbourg, compositeur, chanteur, réalisateur et acteur français (° 2 avril 1928)
- 2 mars : Léonide Markov, acteur soviétique (° 13 décembre 1927)

### Deuxième trimestre
- 16 avril : David Lean, réalisateur britannique (° 25 mars 1908)
- 1er mai : Richard Thorpe, réalisateur américain
- 19 juin : Jean Arthur, actrice américaine (° 1900)

### Troisième trimestre
- 3 septembre : Frank Capra, réalisateur américain d'origine italienne (° 18 mai 1897)
- 25 septembre : Viviane Romance, (Pauline Ronacher Ortmanns), 79 ans, actrice française.

### Quatrième trimestre
- 2 novembre : Irwin Allen, réalisateur, producteur et scénariste américain (° 12 juin 1916)
- 9 novembre : Yves Montand, chanteur et acteur français (° 13 octobre 1921)
- 23 novembre : Klaus Kinski, acteur allemand  (° 18 octobre 1926)
- 29 novembre : Ralph Bellamy, acteur américain